# صيغة أويلر-ماكلورين

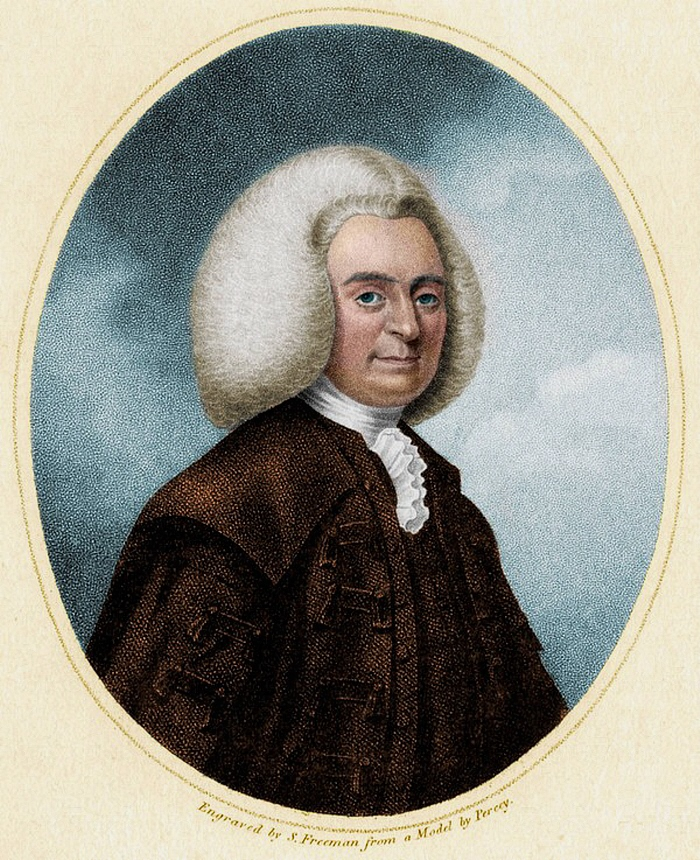

في الرياضيات, تعطي صيغة أويلر-ماكلورين (بالإنجليزية: Euler–Maclaurin formula)‏ ارتباطا وثيقا بين التكامل والمجموع.
انظر التفاضل والتكامل.
يمكن استخدام الصيغة لتقريب التكاملات بعدد محدود من المجاميع، أو تقييم مجاميع محدودة وسلاسل غير منتهية باستعمال التكاملات والية التفاضل على نحو مضاد.
على سبيل المثال، العديد من المنشورات المقاربة يتم اشتقاقها من هذه الصيغة وصيغة فاولابر لمجموع القوى هو نتيجة مباشرة لذلك.
اكتشف الصيغةَ كل من ليونارد أويلر وكولين ماكلورين كل على حده في حوالى 1735 (وعممت فيما بعد تحت صيغة داربوكس). احتاج إليها أويلر ليحسب متسلسلة لانهائية بطيئة التقارب بينما استخدمها ماكلورين لحساب التكاملات.

## الصيغة
إذا كان n عددا طبيعيا, وكانت {\displaystyle f(x)\,} دالة أكثر سلاسة(بمعنى أنها قابلة للاشتقاق بما يكفي) معرفة لجميع الأعداد الحقيقية x بين 0 وn, فإن التكامل
{\displaystyle I=\int _{0}^{n}f(x)\,dx}
يمكن تقريبه بالمجموع (والعكس صحيح)
{\displaystyle S={\frac {1}{2}}f(0)+f\left(1\right)+\cdots +f\left(n-1\right)+{\frac {1}{2}}f(n)}
انظر إلى طريقة المستطيل.
تعطي صيغة أويلر-ماكلورين تعابير للفرق بين المجموع والتكامل بدلالة المشتقات العليا {\displaystyle f^{(k)}\,} عند اطراف النقاط على الفترة 0 وn. وبوضوح، لأي عدد طبيعي p, يكون لدينا (انظر قاعدة شبه المنحرف).
{\displaystyle S-I=\sum _{k=2}^{p}{{\frac {B_{k}}{k!}}\left(f^{(k-1)}(n)-f^{(k-1)}(0)\right)}+R}
حيث B1 = −1/2، B2 = 1/6، B3 = 0، B4 = −1/30, B5 = 0، B6 = 1/42، B7 = 0، B8 = −1/30,... هي أعداد بيرنولي, وR هو حد الخطأ وعادة مايكون صغيرا عند قيم مناسبة لـp. (غالبا يتم كتابة الصيغة بالقيم الزوجية، بما أن أعداد بيرنولي الفردية أصفار عدا B1.)
لاحظ أن
{\displaystyle -B_{1}(f(n)+f(0))={\frac {1}{2}}(f(n)+f(0)).}
وعليه يمكن أيضا كتابة الصيغة كما يلي:
{\displaystyle {\begin{aligned}&\quad \sum _{i=0}^{n}f(i)=\int _{0}^{n}f(x)\,dx-B_{1}(f(n)+f(0))+\sum _{k=2}^{p}{\frac {B_{k}}{k!}}\left(f^{(k-1)}(n)-f^{(k-1)}(0)\right)+R.\end{aligned}}}
باستخدام قاعدة التعويض، يمكن مواءمة هذه الصيغة أيضا للدوال ƒ والمعرفة على فترة ما أخرى من الخط الحقيقي.

### الحد المتبقي
انظر إلى متعددة الحدود لبرنولي.
الحد المتبقي R يعبر عنه غالبا باستخدام كثيرات حدود بيرنولي الدورية (Pn(x. تعرف كثيرة حدود بيرنولي Bn(x)، n = 0, 1, 2, ... بشكل تعاودي على أنها
{\displaystyle B_{0}(x)=1,\,}
{\displaystyle B_{n}'(x)=nB_{n-1}(x){\mbox{ and }}\int _{0}^{1}B_{n}(x)\,dx=0{\mbox{ for }}n\geq 1.}
حينئذ فإن دوال بيرنولي الدورية Pn تعرف بالشكل
{\displaystyle P_{n}(x)=B_{n}(x-\lfloor x\rfloor ){\mbox{ for }}x>0,\,}
حيث ترمز{\displaystyle \scriptstyle \lfloor x\rfloor } إلى العدد الصحيح الأكبر والذي لا يكون أكبر من x. وعليه، بدلالة Pn(x), فإن الحد المتبقي R يمكن كتابته بالصورة
{\displaystyle R=(-1)^{p+1}\int _{0}^{n}f^{(p)}(x){P_{p}(x) \over p!}\,dx,}
بما أن {\displaystyle |P_{p}(x)|\,} عادة أقل من {\displaystyle 2p!/(2\pi )^{p}\,}, فيمكن توقع حجم الحد المتبقي باستخدام
{\displaystyle \left|R\right|\leq {\frac {2}{(2\pi )^{p}}}\int _{0}^{n}\left|f^{(p)}(x)\right|\,dx.}

## تطبيقات

### مسألة بازل
كانت مسألة بازل تتسأل عن إيجاد المجموع
{\displaystyle 1+{\frac {1}{4}}+{\frac {1}{9}}+{\frac {1}{16}}+{\frac {1}{25}}+\cdots =\sum _{n=1}^{\infty }{\frac {1}{n^{2}}}.}
قام اويلر بحساب هذا المجموع بدقة عشرين خانة عشرية باستعمال حدود معدودة من صيغة أويلر ماكلورين سنة 1735. وربما أقنعه هذا بأن المجوموع مكافئا ل π2 / 6, والتي أثبتها في نفس العام.

### مجاميع ذات كثيرة حدود
إذا كانت f دالة كثيرة حدود وp كبيرة بشكل كاف، فإن الحد المتبقي يتلاشى. على سبيل المثال، إذا كانت f(x) = x3,, فيمكننا اختيار p = 2 لتوضيح الاتي بعد التبسيط
{\displaystyle \sum _{i=0}^{n}i^{3}=\left({\frac {n(n+1)}{2}}\right)^{2}}
(انظر صيغة فاولابر).

### التكامل العددي
تستخدم صيغة أويلر ماكلورين أيضا في تفصيل تحليل الخطأ في التربيع العددي، وخاصة طرق التقدير الاستقرائي المعتمدة عليها. يعتبر تربيع كلينشو-كيرتيس في الأساس تحويلا في المتغيرات لتمثيل تكامل اعتباطي بدلالة تكاملات دوال دورية تكون فيها صيغة أويلر ماكلورين دقيقة جدا (وفي تلك الحالة تأخذ صيغة أويلر ماكلورين شكل تحويل جيب تمام متقطع)

### نشر المحاميع المقارب
في سياق حساب المتسلسلات المقاربة للمجاميع والمتسلسلات, فإن الشكل التالي يكون عالبا أفضل صيغة في أويلر ماكلورين
{\displaystyle \sum _{n=a}^{b}f(n)\sim \int _{a}^{b}f(x)\,dx+{\frac {f(a)+f(b)}{2}}+\sum _{k=1}^{\infty }\,{\frac {B_{2k}}{(2k)!}}\left(f^{(2k-1)}(b)-f^{(2k-1)}(a)\right),\,}
حيثa وb أعداد صحيحة. وفي الغالب يبقى النشر مشروعا حتى بعد أحذ النهايات {\displaystyle {\scriptstyle a\to -\infty }\,} أو {\displaystyle {\scriptstyle b\to +\infty }\,}, أو كلاهما. في حالات عديدة يمكن تقدير التكامل في الجانب الأيمن في شكل مغلق بدلالة الدوال الأساسية حتى ولو أن الجمع على الجانب الأيسر غير قادر على ذلك. حينئذ يمكن التعبير عن جميع الحدود في السلسلة المقاربة بدلالة دوال أساسية.
{\displaystyle \sum _{k=0}^{\infty }{\frac {1}{(z+k)^{2}}}\sim \underbrace {\int _{0}^{\infty }{\frac {1}{(z+k)^{2}}}\,dk} _{=1/z}+{\frac {1}{2z^{2}}}+\sum _{t=1}^{\infty }{\frac {B_{2t}}{z^{2t+1}}}.\,}
هنا الجانب الأيسر يساوي {\displaystyle {\scriptstyle \psi ^{(1)}(z)}\,}, بالاسم دالة متعدد غاما من الرتبة الأولى المعرفة من خلال {\displaystyle {\scriptstyle \psi ^{(1)}(z)={\frac {d^{2}}{dz^{2}}}\ln \Gamma (z)}\,}; دالة غاما {\displaystyle {\scriptstyle \Gamma (z)}\,} تساوي {\displaystyle {\scriptstyle (z-1)!}\,} إذا كان {\displaystyle {\scriptstyle z}\,} عدد صحيح. ينتج عن هذا نشر مقارب لـ {\displaystyle {\scriptstyle \psi ^{(1)}(z)}\,}. وهذا النشر بدوره، يخدمنا كنقطة بداية لواحدة من اشتقاقات دقيقة لتوقع الخطأ في تقريب ستيرلينغ لدالة المضروب.

## البراهين

### الاشتقاق بالاستقراء الرياضي
باتباع النقاش المعطى في (Apostol).
يمكن تعريف كثيرات حدود بيرنولي Bn(x), n = 0, 1, 2, ... بشكل معاود كما يلي:
{\displaystyle B_{0}(x)=1,\,}
{\displaystyle B_{n}'(x)=nB_{n-1}(x){\mbox{ and }}\int _{0}^{1}B_{n}(x)\,dx=0{\mbox{ for }}n\geq 1.}
البعض الأولى من هذه هي
{\displaystyle B_{1}(x)=x-1/2,\quad B_{2}(x)=x^{2}-x+1/6,}
{\displaystyle B_{3}(x)=x^{3}-{\frac {3}{2}}x^{2}+{\frac {1}{2}}x,\quad B_{4}(x)=x^{4}-2x^{3}+x^{2}-{\frac {1}{30}},\dots }
القيم Bn(1) هي أعداد بيرنولي. لاحظ أن
لأجل n ≥ 2 يكون لدينا
{\displaystyle B_{n}(0)=B_{n}(1)=B_{n}\quad (:n{\text{th Bernoulli number}}).}
نعرف دوال بيرنولي الدورية Pn بالصورة
{\displaystyle P_{n}(x)=B_{n}(x-\lfloor x\rfloor ){\mbox{ for }}0<x<1,\,}
حيث {\displaystyle \lfloor x\rfloor } ترمز لأكبر عدد صحيح ليس أكبر من x. وعليه فإن Pn تتفق مع كثيرات حدود بيرنولي على الفترة (0, 1) كما أنها دورية إذا كان الدور = 1. إذن,
{\displaystyle P_{n}(0)=P_{n}(1)=B_{n}\quad {\text{for }}n>1.}
لأجلn = 1,
{\displaystyle P_{1}(0)=-P_{1}(1)=B_{1}.}
والان، باعتبار التكامل
{\displaystyle \int _{k}^{k+1}f(x)\,dx=\int u\,dv,}
حيث
{\displaystyle {\begin{aligned}u&{}=f(x),\\du&{}=f'(x)\,dx,\\v&{}=P_{1}(x),\\dv&{}=P_{0}(x)\,dx\quad ({\mbox{since }}P_{0}(x)=1).\\\end{aligned}}}
التكامل بالتجزيء, نحصل على
{\displaystyle {\begin{aligned}\int _{k}^{k+1}f(x)\,dx&=uv-\int v\,du&{}\\&={\Big [}f(x)P_{1}(x){\Big ]}_{k}^{k+1}-\int _{k}^{k+1}f'(x)P_{1}(x)\,dx\\[8pt]&=-B_{1}(f(k)+f(k+1))-\int _{k}^{k+1}f'(x)P_{1}(x)\,dx.\end{aligned}}}
وبجمع الصورة السابقة k = 0 to k = n − 1, نحصل على
{\displaystyle {\begin{aligned}&\int _{0}^{1}f(x)\,dx+\dotsb +\int _{n-1}^{n}f(x)\,dx\\&=\int _{0}^{n}f(x)\,dx\\&={\frac {f(0)}{2}}+f(1)+\dotsb +f(n-1)+{f(n) \over 2}-\int _{1}^{n}f'(x)P_{1}(x)\,dx.\end{aligned}}}
بإضافة (ƒ(0) + ƒ(n))/2 إلى كلا الطرفين واعادة الترتيب نحصل على
{\displaystyle \sum _{k=0}^{n}f(k)=\int _{0}^{n}f(x)\,dx+{f(0)+f(n) \over 2}+\int _{0}^{n}f'(x)P_{1}(x)\,dx.\qquad (1)}
يعطي الحدين الأخيرين بالتالي الخطأ عند تقريب التكامل بالمجموع.
فيما يلي لنعتبر
{\displaystyle \int _{k}^{k+1}f'(x)P_{1}(x)\,dx=\int u\,dv,}
حيث
{\displaystyle {\begin{aligned}u&{}=f'(x),\\du&{}=f''(x)\,dx,\\v&{}=P_{2}(x)/2\\dv&{}=P_{1}(x)\,dx.\end{aligned}}}
وبالتكامل بالتجزيء مرة أخرى، نحصل على
{\displaystyle {\begin{aligned}uv-\int v\,du&{}=\left[{f'(x)P_{2}(x) \over 2}\right]_{k}^{k+1}-{1 \over 2}\int _{k}^{k+1}f''(x)P_{2}(x)\,dx\\\\&{}={f'(k+1)-f'(k) \over 12}-{1 \over 2}\int _{k}^{k+1}f''(x)P_{2}(x)\,dx.\end{aligned}}}
الجمع من k = 0 إلى k = n − 1, ومن ثم بتعويض التكامل الأخير في (1) بالذي أثبتنا للتو أنه مساو له، نجد أنe
{\displaystyle \sum _{k=0}^{n}f(k)=\int _{0}^{n}f(x)\,dx+{f(0)+f(n) \over 2}+{\frac {B_{2}}{2}}(f'(n)-f'(0))-{1 \over 2}\int _{0}^{n}f''(x)P_{2}(x)\,dx.}
والآن، لابد أن القارئ قد حزر بأن هذه العملية تكرارية. استطعنا الحصول على إثبات لصيغة مجموع أويلر-ماكلورين بالاستقراء الرياضي, حيث اعتمدت خطوة الاستقراء على التكامل بالتجزيء ومطابقات دوال بيرنولي الدورية.

### الاشتقاق بالتحليل الدالي
يمكن فهم صيغة أويلر ماكلورين بأنها تطبيق مثير للفضول عن بعض أفكار فضاء هيلبرت والتحليل الدالي.
في البداية يتم حصر المسألة في مجال فترة الوحدة [0,1]. لتكن {\displaystyle B_{n}(x)\,} هي كثيرات حدود بيرنولي. تعطى زمرة دول ثنائية لكثيرات حدود بيرنولي بالعلاقة:
{\displaystyle {\tilde {B}}_{n}(x)={\frac {(-1)^{n+1}}{n!}}\left[\delta ^{(n-1)}(x-1)-\delta ^{(n-1)}(x)\right]}
حيث δ هي دالة دايراك دلتا. العلاقة السابقة هي رمز لفكرة أخذ المشتقات عند نقطة; بالتالي يكون لدينا
{\displaystyle \int _{0}^{1}{\tilde {B}}_{n}(x)f(x)\,dx={\frac {1}{n!}}\left[f^{(n-1)}(1)-f^{(n-1)}(0)\right]}
من أجل n > 0 ودالة اعتباطية ولكنها تفاضلية ƒ(x) على دالة الوحدة. في الحالة n = 0, يمكن تعريف {\displaystyle {\tilde {B}}_{0}(x)=1}. كثيرات حدود بيرنولي، على امتداد ثنائياتها، من مجموعة حالات متعامدة على فترة الوحدة: لدينا
{\displaystyle \int _{0}^{1}{\tilde {B}}_{m}(x)B_{n}(x)\,dx=\delta _{mn}}
و
{\displaystyle \sum _{n=0}^{\infty }B_{n}(x){\tilde {B}}_{n}(y)=\delta (x-y).}
حينئذ تتبع صيغة مجموع أويلر ماكلورين كتكامل على الآخر. لدينا
{\displaystyle f(x)=\int _{0}^{1}\sum _{n=0}^{\infty }B_{n}(x){\tilde {B}}_{n}(y)f(y)\,dy}
{\displaystyle =\int _{0}^{1}f(y)\,dy+\sum _{n=1}^{N}B_{n}(x){\frac {1}{n!}}\left[f^{(n-1)}(1)-f^{(n-1)}(0)\right]-{\frac {1}{(N+1)!}}\int _{0}^{1}B_{N+1}(x-y)f^{(N)}(y)\,dy.}
وبوضع x = 0 وترتيب الحدود، يمكن الحصول على تعبير لـ ƒ(0). لاحظ أن أعداد بيرنولي تعرف بأنها Bn = Bn(0), وأنها تتلاشى للقيم الفردية n أكبر من 1.
وبالتالي، باستخدام دالة بيرولي الدورية Pn المعرفة أعلاه وبإعادة النقاش حول الفترة [1,2], يمكننا الحصول على تعبير ƒ(1). وعلى هذا المنوال يمكن الحصول على تعبير لـ ƒ(n), n = 0, 1, 2, ..., N, وبإضافتها فوق بعض نحصل على صيغة أويلر ماكلورين. لاحظ أن هذا الاشتقاق لايفترض أن ƒ(x) قابلة للتفاضل بشكل كاف وذات سلوك صحيح ; خاصة أن ƒ يمكن تقريبها بكثيرات حدود; وبشكل مكافئ بأن ƒ دالة تحليلية حقيقية.
يمكن إذن النظر إلى صيغة مجموع أويلر-ماكلورين على أنها حصيلة تمثيل دوال على فترة الوحدة بالضرب المباشر لكثيرات حدود بيرنولي وثنائياتها. ومع ذلك لاحظ أن التمثيل ليس مكتملا على مجموعة دوال مربعة قابلة للتكامل. النشر بدلالة كثيرات حدود بيرنولي ليس له نواة عادية. بشكل خاص، sin(2πnx) تقع على النواة; تكامل sin(2πnx) يتلاشى على فترة الوحدة، كما هو الفرق بين مشتقاته على النقاط الطرفية.